# Cathédrale de la Résurrection de Dzerjinsk
La cathédrale de la Résurrection  (Воскресенский собор) est une collégiale orthodoxe située à Dzerjinsk en Russie dans l'oblast de Nijni Novgorod. Elle dépend du doyenné de la Résurrection de l'éparchie de Nijni Novgorod de l'Église orthodoxe russe. L'église du rez-de-chaussée peut accueillir deux mille fidèles et l'église supérieure, trois mille.

## Histoire de la paroisse
Fondée à l'époque soviétique, la ville de Dzerjinsk ne possédait pas de lieu de culte orthodoxe et ceux des villages environnants étaient fermés. En 1992, le starets Naoum (Baïborodine) de la Trinité Saint-Serge, bénit Anna Ivanovna Stepanova pour sa levée de fonds en faveur de la construction d'une église à Dzerjinsk, les habitants de la ville sont appelés à contribuer. Une première pierre est bénie le 25 octobre 1994 pour la construction de l'église Saint-Jean-Baptiste, tandis que les célébrations se font dans un wagon offert à la paroisse. L'école du dimanche pour la catéchisation des enfants commence en octobre 1995. En 1997, c'est au tour de l'église Saint-Tikhon d'être construite en bois. Elle est restaurée en 2013.
Le 1er septembre 2004 voit l'inauguration du lycée (gymnasium) orthodoxe Saint-Séraphin-de-Sarov à Dzerjinsk. Il accueille 162 élèves dans onze classes en 2008.

## Construction de l'église
Les fondations de l'église sont construites à la fin des années 1990; mais les travaux démarrent lentement en mai 2007. Ceux-ci sont financés par des entreprises de Dzerjinsk qui rassemblent en 2007 environ vingt millions de roubles,.

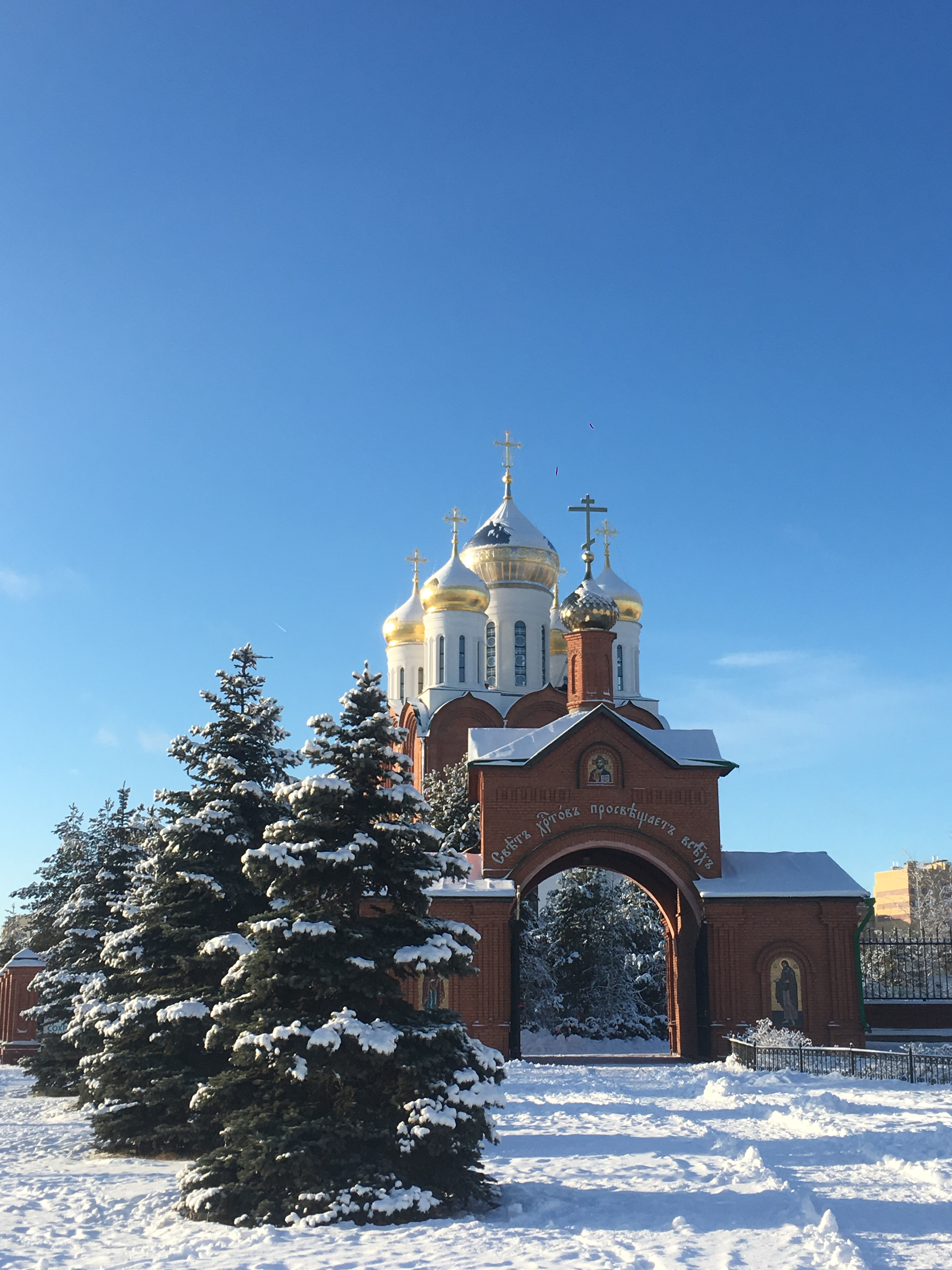
Vue de la collégiale de la Résurrection en janvier 2020.

Le rez-de-chaussée de l'édifice est terminé au début de l'année 2008, tandis que les travaux du premier étage se poursuivent. La liturgie pascale a lieu dans la crypte en 2008 et l'archevêque Georges de Nijni Novgorod célèbre une liturgie divine le 28 avril 2008 dans l'église encore en construction,. L'édifice est prévu pour mesurer 76 mètres de hauteur jusqu'à la croix dominant le tout; mais les objectifs sont finalement réalisés à la baisse. L'atelier Kovtcheg réalise en 2010 l'iconostase (en même temps que celle de la collégiale Saint-Nicolas de Nijni Novgorod). Les croix des coupoles sont bénies le 8 novembre 2017. Celle du milieu mesure sept mètres et les autres cinq mètres. La hauteur de l'édifice avec les croix est d'environ 65 mètres. La célébration de Noël du 7 janvier 2018 (25 décembre 2017 dans le calendrier julien) a lieu dans la crypte. Le premier autel secondaire est consacré dans la crypte par le métropolite Georges en l'honneur de la martyre Anissia (Maslanova). Les coupoles sont bénies le 6 septembre 2018. Le diamètre de la coupole du milieu est de 12 mètres et sa hauteur de 17 mètres. Le diamètre des petites coupoles est de 8 mètres et leur hauteur de 12 mètres. La collégiale de la Résurrection comprend trois autels: l'autel principal est consacré à la Résurrection du Christ, celui de droite à saint Alexandre Nevski, et celui de gauche à saint Nicolas.

### Crypte
L'autel principal de la crypte est consacré à l'Assomption et les autels secondaires à deux martyrs de la Foi du XXe siècle: Nicolas Filippov et Anissia Maslanova,. L'autel principal est consacré le 24 janvier 2019.

### Clocher
Les neuf cloches sont commandées en février 2009 à la fonderie de Nikolaï Chouvalov de Toutaïev, la plus lourde pèse 870 kg. Un clocher-chapelle temporaire en métal est commandé à l'usine Sverdlov. Sa hauteur est de 10 mètres sur une base de 3x3 m, en attendant la construction du clocher, le clocher temporaire sera alors donné à une autre église. Les cloches sont bénies le 18 avril 2009 le Samedi Saint.
La cloche la plus lourde, de deux tonnes, est baptisée le 13 octobre 2013, c'est la plus grande de la ville.